# Wolperndorf
Wolperndorf ist ein Ortsteil von Nobitz im Landkreis Altenburger Land in Thüringen.

## Geografie

### Lage und Verkehr
Das Waldhufendorf Wolperndorf liegt im Osterland. Er ist der östlichste Ort Thüringens. Die Fluren befinden sich im auslaufenden Altenburger Lösshügelland. Die Gemarkung liegt im Nordosten auf einem Sandsteinrücken, der als der Heidelberger bezeichnet wird. Die Gemarkungsgrenzen gen Osten bilden die Grenze zu Sachsen. Die Kreisstraße 301 führt in der Nähe vorbei. Die Bundesstraße 175 ebenfalls, jedoch gibt es zu dieser keine direkte Verbindung über eine asphaltierte Straße. Der durch den Ort fließende Bach entwässert in die Zwickauer Mulde, somit gehört Wolperndorf als einziger Ort in Thüringen zum Einzugsgebiet der Mulde, während westlich davon das Einzugsgebiet der Saale und ihrer Nebenflüsse beginnt. Die Mulde fließt nur etwa zwei Kilometer südöstlich des Dorfs, während der Verlauf der Saale rund 60 Kilometer westlich liegt.

### Nachbarorte
| Garbisdorf  | Jückelberg                                  |                      |
| Göpfersdorf | Kompassrose, die auf Nachbargemeinden zeigt |                      |
| Franken     | Schlagwitz                                  | Wolkenburg-Kaufungen |

## Geschichte
Im Jahr 1336 wurde Wolperndorf urkundlich erwähnt. Die Kirche „St. Walburga“ von Wolperndorf wurde 1580 im spätgotischen Stil erbaut.
Wolperndorf gehörte zum wettinischen Amt Altenburg, welches ab dem 16. Jahrhundert aufgrund mehrerer Teilungen im Lauf seines Bestehens unter der Hoheit folgender Ernestinischer Herzogtümer stand: Herzogtum Sachsen (1554 bis 1572), Herzogtum Sachsen-Weimar (1572 bis 1603), Herzogtum Sachsen-Altenburg (1603 bis 1672), Herzogtum Sachsen-Gotha-Altenburg (1672 bis 1826). Bei der Neuordnung der Ernestinischen Herzogtümer im Jahr 1826 kam der Ort wiederum zum Herzogtum Sachsen-Altenburg. Nach der Verwaltungsreform im Herzogtum gehörte er bezüglich der Verwaltung zum Ostkreis (bis 1900) bzw. zum Landratsamt Altenburg (ab 1900). Das Dorf gehörte ab 1918 zum Freistaat Sachsen-Altenburg, der 1920 im Land Thüringen aufging. 1922 kam es zum Landkreis Altenburg.
Bei der zweiten Kreisreform in der DDR wurden 1952 die bestehenden Länder aufgelöst und die Landkreise neu zugeschnitten. Somit kam Wolperndorf mit dem Kreis Altenburg an den Bezirk Leipzig, der seit 1990 als Landkreis Altenburg zu Thüringen gehörte und 1994 im Landkreis Altenburger Land aufging.
Am 1. Januar 1973 wurden die Gemeinden Flemmingen und Wolperndorf zu einer neuen Gemeinde zusammengeschlossen. Diese erhielt den Namen Jückelberg. Das Gemeindezentrum befand sich in Flemmingen.
Am 6. Juli 2018 wurde Jückelberg nach Nobitz eingemeindet.
Die Ortslage Wolperndorf wurde unter Denkmalschutz gestellt. Dieser umfasst neben der Kirche auch zahlreiche historische Vierseithöfe und Fachwerkhäuser. Zurzeit nutzt ein Bauer einige Fachwerkgebäude zur Pferdezucht und als Ferienhof mit Ferienwohnungen.